# Fărgovo
Fărgovo (bulgariska: Фъргово) är ett distrikt i Bulgarien.   Det ligger i kommunen Obsjtina Satovtja och regionen Blagoevgrad, i den sydvästra delen av landet, 140 km söder om huvudstaden Sofia.